# Club Fútbol Sala Bisontes Castellón
Il Club Fútbol Sala Bisontes Castellón è una società spagnola di calcio a 5 con sede a Castellón de la Plana.

## Storia
Fondata nel 1983 come Macer Fútbol Sala, ha partecipato a tutte le edizioni della massima divisione, ottenendo due vittorie in campionato ed una supercoppa. Il Macer, assieme all'Inter Fútbol Sala, è stata la prima formazione a disputare la finale del campionato spagnolo, con la denominazione di Keralite Macer Fútbol Sala, sconfitto però dai castigliani per 5-4, 4-3. La squadra ha poi disputato la stagione 1992-1993 con il nome di Bisontes Almazora Fútbol Sala, giungendo alla seconda fase per il titolo ma non guadagnando il posto per i playoff. Si ripete anche la stagione seguente, con il nome di Bisontes de Castellón Fútbol Sala ma nel girone che assegna il titolo non va oltre il quinto e penultimo posto. Nel 1994 la squadra assume la denominazione Playas de Castellón Fútbol Sala, avviandosi al suo ciclo d'oro a cavallo tra la fine degli anni 1990 e l'inizio degli anni 2000. Retrocessa in Segunda División al termine della stagione 2010-11, la società inizia un processo di riorganizzazione che prevede l'assorbimento o la fusione delle principali squadre cittadine. Nel 2016 la società annuncia il ritorno alla denominazione Bisontes Castellón.

## Palmarès

### Competizioni nazionali
- Campionato spagnolo: 2
1999-00, 2000-01
- Supercoppa di Spagna: 1
2004

### Competizioni internazionali
- Coppa UEFA: 2
  - 2001-02, 2002-03
- European Champions Tournament: 1
  - 2000-01